# Phenacostethus
Phenacostethus – rodzaj ryb aterynokształtnych z rodziny Phallostethidae.

## Klasyfikacja
Gatunki zaliczane do tego rodzaju:
- Phenacostethus posthon
- Phenacostethus smithi
- Phenacostethus trewavasae